# عين النجم
عين النجم هي إحدى عيون الأحساء المشهورة بمياه الكبريت، التي تستخدم في العلاج ويعتبر هذا المتنزه الأقدم من نوعه «عين نجم» لسياحة «الاستشفاء»، كأول موقع سياحي يعنى بالاستشفاء في محافظة الاحساءغرب مدينة الهفوف وقد وصفها الشاعر بقوله:

## الموقع الجغرافي
توجد هذه العين الكبريتية في وسط حديقة في منطقة المحاسن، يقال أن أول إعمار لها كان في سنة 1155هـ تقريبا حسب رواية سليمان الدخيل وكذلك يقال أن العين سميت بعين نجم نسبة إلى موقع سقوط نيزك كما هو شائع عند الأهالي، والمهندس خالد بن أحمد المغلوث أفرد ل«عين نجم» مؤلفا خاصا بها أسماه «عين نجم بالأحساء.. عمران مكان وسياحة استشفاء»، اما المهندس فهد الجبير في يوم الأربعاء الموافق 1434/5/16هـ أكدأن مياه العين تتسم بالصفاء وشدة الحرارة، وتحتوي على عنصر الكبريت، ذي الأهمية الكبيرة في علاج الكثير من الأمراض ومن أبرزها، الروماتيزم والمفاصل، إذ تبلغ درجة حرارة مياه العين 40 درجة مئوية، وتفخر الاحساء بهذا المتنزه الذي يمثل قيمة أثرية وتاريخية هامة، حيث يقال أن عين النجم كان كل من يمر على الأحساء قديماً كان يسبح فيها، فهي عالجت الكثير من الناس، و «عين نجم» شهدت أحداثا تاريخية هامة حيث بايع أهالي الأحساء الإمام سعود بن عبد العزيز سنة 1212 هـ، وفي عام 1245 هـ نزل الإمام تركي بن عبد الله آل سعود بالعين وخرج إليه علماء الأحساء، وفي سنة 1308هـ نزل الإمام عبد الرحمن الفيصل آل سعود برفقة ابنه عبد العزيز آل سعود، ومن ضمن من سبح فيها الملك عبد العزيز بن عبد الرحمن مرتين أولها برفقة والده عبد الرحمن، والثانية قبيل فتحه للأحساء سنة 1331هـ.
وأكد الباحث في الآثار خالد الفريدة، «أن الموقع يعد أحد العيون الشهيرة المنسوبة إلى نجم بن عبد الله الخالدي أحد شيوخ بني خالد والذي كان أميرا للحج عام 1117هـ، وتقع في الجهة الشمالية من جبل أبو غنيمة الواقع شمال مدينة الهفوف وهي عبارة عن عين ماء معدنية ساخنة كانت تقصد للاستشفاء ومياهها عذبة شيدت مبانيها عام 1115هـ بطراز معماري مميز في الشكل والاستخدام وهي حمامات عامة، أسقفها على شكل قبابٍ نصف بيضاوية مبنية بالجص، تغطي نبع الماء الطبيعي الحار تحتها»، وأضاف: «هي أحد نماذج حمامات البخار الطبيعية الوحيدة بالمحافظة وأحد محطات قوافل الحجاج المغادرين والقادمين من وإلى الاحساء منذ أُنشئت، وكان لها دور وأهمية على مستوى المنطقة تاريخيا وزراعيا وطبيا وسياحيا إضافة إلى كونها في السابق البوابة الغربية التي يحط فيها المسافرون من البدو والحجاج من الاحساء ودول الخليج وسورية والهند رحالهم كنقطة التقاء أو توديع أو محطة استراحة».
عين نجم في كتاب واحة الاحساء لمؤلفه فيدريكو شمد فيدال الذي صنفه عام 1952
نبع متوسط الحجم ماؤها حار كبيريتي تقع على بعد حوالي كيلومترين غرب المبرز كان النبع خلال الحكم العثماني مفصل جدا لفعاليته العلاجية وقد قام السعوديون بهدم قبته سنة 1862 م وقد اعيد هدم القبة التي اعيد بناؤها وذلك سنه 1913 م عندما استرد الملك عبد العزيز الاحساء مالبث ان عادت للعين شهرتها بعد أن زال اعتقاد العامة فيها وأصبحت تقصد ممن يعانون من امراض الروماتيزم وتصلب الاعصاب نظرا لحرارة ماؤها. روى موزل ان مندوبين عن سكان الاحساء استسلموا في سنه 1792 م للامام سعود بن عبد العزيز عند عين نجم ويروي فلبي ان هناك اعتقادا شائعا ينسب وجود هذا النجم لموضع سقوط نيزك. ويروى حاليا ان معظم ينابيع الاحساء تكونت بهذه الطريقة.

## العين والملك عبد العزيز
اهتم الملك عبد العزيز بالمياه والعيون في المملكة العربية السعودية ومنها: عين نجم في الأحساء، وقد ذكر خير الدين الزركلي ذلك في قوله: «وكان مما أصلح أيام الملك عبد العزيز في جهات الأحساء منبع ((عين النجم)) وهو من المياه المعدنية الحارة في شمال الهفوف وغرؤبي المبرّز. وُصِف لعبد العزيز الاستحمامفيه، لمعالجة الروماتيزم في إحدى ركبتيه، فاستقدم طبيبين من مصر، كان لأحدهما اختصاص ف يتحليل المياه، ففحصاه ونصحاه بالذهاب إليه، فأصلح وأمضى عبد العزيز أياماً هناك رأى فيها شيئاً من الفائدة». وقد استمرت إصلاحات العين في عهد الملك عبد العزيز ومن ضمن تلك الإصلاحات إزالة بعض المباني والمرافق الآيلة للسقوط كالمباني الواقعة في الجهة الجنوبية الشرقية والتي كان تستخدم مصحة للجنود العثمانيين، وقد أزيلت المصحة بالكامل عام 1383هـ؛ بهدف تطوير موقع عين النجم.
وقد ذكر الملك عبد العزيز عين نجم في حديثه أثناء زيارته لمصر عام 1946م في الموقف الآتي:
" ولما اقترب القطارمن القاهرة، قال أحد الحاضرين: نرجو ألا جلالتك متعبًا بعد حركة هذا النهار.
قال جلالته: بل أني منشرح الصدر كل الانشراح، والحمد لله على أن جسمي سليم ومعافى، وأنا لا أشكو إلا من هذا الألم في رجلي وهو يخف كثيراً عندما أريحهما.
فقال عوض البحراوي بك وزير مصر المفوض في المملكة العربية السعودية (آنذاك): عندنا في حلوان مياه كبريتي مفيدة جداً لو كان وقت جلالتكم يسمح بمد الزيارة لأيام أخرى.
فقال جلالته: وعندنا في الحساء مياه كبريتية مفيدة أيضاً، ولكن من أين لي الوقت؟ إني أقدم عمل الناس على نفسي، وعلى كل حال إني أشكر الله على هذا الألم الذي في رجلي لعلي أكفر عن بعض ذنوبي".

## إعادة إحياء العين
بعد مرور13 سنة أو أكثر على اغلاق هذا المنتزه جاء إحياءه من جديد في الساعة العاشرة من صباح يوم الأربعاء 15 جمادى الأولى 1434هـ كأقدم المتنزهات، حيث افتتح أمين الأحساء
المهندس فهد بن محمد الجبير متنزه «عين نجم» بعد الانتهاء من تطويره إنفاذاً لقرار مجلس الوزراء،
وقال الجبير أن إعادة تأهيل موقع ومياه العين، جاء بعد إغلاق العين لأكثر من 30 عاما، وبعد استكمال أعمال الصيانة التي شملت العديد من مرافق المنتزه كان من أهمها إعادة تأهيل بناء المسجد بمساحة (120مترا مربعا) كما تم توفير دورات مياه بشكل مؤقت (للنساء والرجال) بالإضافة إلى إنارة ملونة لمنطقة المسابح الأثرية أضافت شكلاً جمالياً للمواقع الأثرية، وبين أن جهود الأمانة حولت متنزه «عين نجم» إلى حديقة غناء خلال أربعة أشهر، وأوضح الجبير أن مشروع التطوير تضمن بسط المسطحات الخضراء والتشجير وزراعة النخيل وتخصيص مواقع لألعاب الأطفال، بالإضافة إلى العناصر الترفيهية الأخرى خدمةً لزائري المتنزه، مبيّنا أن المتنزه يقع على مساحة تُقدّر بحوالي 38 ألف مترٍ مربع، حيث تم زراعة 200 نخلة، و550 شجرة بيزيا، و1400 شجرة متنوعة، بالإضافة إلى بسط المسطحات الخضراء على مساحة 24 ألف متر مربع، كما تم تخصيص 8 مجمعات لألعاب الأطفال بمساحات متعددة، وإنشاء الممرات وأرصفة المشاة في أنحاء المتنزه وتركيب 127عمود إنارة.

## الأمراض التي تعالجها العين الكبريتية
1. التهاب العظام المفصلي المزمن.
2.آلام العضلات وتآكل المفاصل والعمود الفقري وبينها مشكلات الانزلاق الغضروفي (الديسك).
3. التهاب العظام الروماتزمي.
4. الالتهاب الليفي والعضلي.
5. النقرس المزمن.
6. الشلل بأنواعه.
7. الروماتويد.
8. الالتهاب العصبي.
9. استرخاء العضلات.
10. الأمراض العصبية الوظيفية.
11. أمراض الجهاز التنفسي مثل الجيوب الأنفية، والربو الشعبي، والترلات الشعبية.
12. الأمراض الجلدية مثل الجرب، والتنية، والصدفية، والإكزيما المزمنه، وحب الشباب.

## وصلات خارجية
- «عين النجم».. أقدم موقع لسياحة الاستشفاء في الأحساء